# Communauté de communes du Quercy vert
La communauté de communes du Quercy vert est une ancienne communauté de communes française, située dans le département de Tarn-et-Garonne et la région Occitanie.

## Historique
La communauté de communes du Quercy vert naît le 25 juillet 1996, de la volonté de Jean-Paul Albert, maire de Monclar-de-Quercy.
Elle disparaît le 1er janvier 2017, en application de la loi NOTRe. Ses communes adhérent à la Communauté de communes du Quercy Vert Aveyron.

## Composition
Elle est composée des communes suivantes :
| Nom                       | Code Insee | Gentilé        | Superficie (km2) | Population (dernière pop. légale) | Densité (hab./km2) |
| ------------------------- | ---------- | -------------- | ---------------- | --------------------------------- | ------------------ |
| Monclar-de-Quercy (siège) | 82115      | Monclarais     | 37,75            | 1 932 (2014)                      | 51                 |
| Génébrières               | 82066      | Génébriérais   | 18,45            | 670 (2014)                        | 36                 |
| La Salvetat-Belmontet     | 82176      | Salvimontois   | 18,63            | 793 (2014)                        | 43                 |
| Léojac                    | 82098      | Léojacois      | 12,80            | 1 174 (2014)                      | 92                 |
| Puygaillard-de-Quercy     | 82145      | Puygaillardais | 17,40            | 377 (2014)                        | 22                 |
| Verlhac-Tescou            | 82192      | Verlhacois     | 22,69            | 519 (2014)                        | 23                 |

## Démographie
| 1999 | 2007  | 2011  |
| ---- | ----- | ----- |
| -    | 4 605 | 5 020 |

## Liste des Présidents successifs
| Période                                  | Période  | Identité         | Étiquette | Qualité |
| ---------------------------------------- | -------- | ---------------- | --------- | ------- |
| 1996                                     | 2014     | Jean-Paul Albert |           |         |
| 2014                                     | en cours | Christian Quatre |           |         |
| Les données manquantes sont à compléter. |          |                  |           |         |

## Compétences
- Aménagement de l'espace
- Actions de développement économique
- Protection et mise en valeur de l'environnement
- Logement et cadre de vie
- Voirie
- Assainissement